# Albert Becker
Albert Becker (Quedlinburg, Alemanya, 13 de juny de 1834 - Berlín, Alemanya, 10 de gener de 1899) fou un compositor alemany.
Va rebre la seva primera educació musical de l'organista Bönicke en la seva ciutat natal, i després aprengué el contrapunt amb en Dehn i Hanpt a Berlín. El 1856 escriví la seva primera simfonia; la segona, en sol menor, va obtenir el 1861 el primer premi de la Societat dels amics de la Música, de Viena. El 1875-76 escriví la seva tercera simfonia i la seva magnífica missa; el 1881 fou professor del conservatori, i successivament, membre de la secció de música de la reial Acadèmia de belles Arts i director del cor de la catedral de Berlín, ciutat en la qual morí, pocs anys abans, havia renunciat a l'honrós càrrec de cantor de la Thomasschule de Leipzig. Becker fou com a compositor especialment de música religiosa, digne de major estimació.
A més de les obres citades anteriorment, publicà alguns quaderns de lieder per a una sola veu, salms (entre els que hi descollen el 23º), motets, cantates i l'oratori Seligaus Gnade. Com a compositor de música instrumental, ja no fou tan fecund, malgrat tot deixà diverses fantasies i fugues per a orgue, balades per a violí, peces per a violí i orgue, etc.
També compongué una òpera Lurley, 1896.
Com a professor del Conservatori Veit de Berlín, tingué entre altres alumnes en Franz Oskar Merikanto i a Paul Graener.